# Ducado de Rawa
El Ducado de Rawa  era un ducado de distrito feudal en Mazovia, centrado en la Tierra de Rawa. Su capital era Rawa. Existió durante la época de la Alta Edad Media, de 1313 a 1370, y de 1381 a 1442. 
El estado se estableció en abril de 1313, en la partición del Ducado de Płock, con el duque Siemowit II de Mazovia convirtiéndose en su primer líder. Existió hasta el 5 de noviembre de 1370, cuando, bajo el gobierno del duque Siemowit III, los ducados de Czersk, Rawa y Varsovia se unificaron en el Ducado de Mazovia. Se restableció de nuevo en junio de 1381, en la partición del Ducado de Mazovia, con el duque Siemowit IV como su primer líder. Existió hasta 1488, cuando se incorporó al Ducado de Czersk.
De 1310 a 1320, fue un feudo dentro del Reino de Polonia, y de 1320 a 1385, un feudo del Reino Unido de Polonia, y de 1386 a 1442, un feudo de la Corona del Reino de Polonia.
- Datos: Q109254601